# نيكولاس ويلسون
نيكولاس ويلسون (بالإنجليزية: Nicholas Wilson)‏ هو متزحلق جبال الألب بريطاني، ولد في 9 يونيو 1960.

## وصلات خارجية
- نيكولاس ويلسون على موقع أوليمبيديا (الإنجليزية)